# Planchonella foxworthyi
Planchonella foxworthyi är en tvåhjärtbladig växtart som först beskrevs av Adolph Daniel Edward Elmer, och fick sitt nu gällande namn av Herman Johannes Lam. Planchonella foxworthyi ingår i släktet Planchonella och familjen Sapotaceae. Inga underarter finns listade i Catalogue of Life.